# Witold Wirpsza

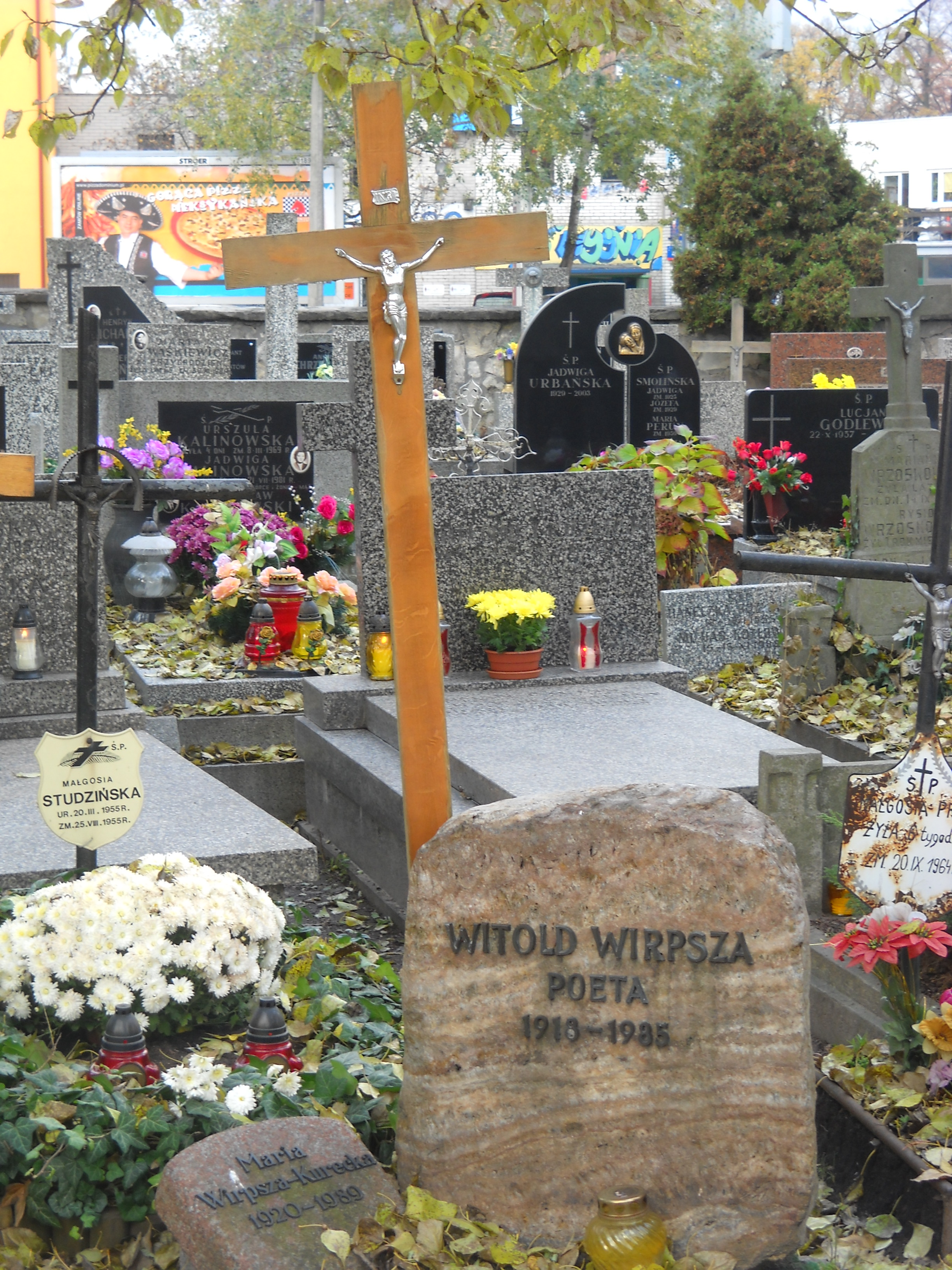
Grób Witolda Wirpszy na nowym cmentarzu na Służewie przy ul. Wałbrzyskiej w Warszawie

Witold Wirpsza (ur. 4 grudnia 1918 w Odessie, zm. 16 września 1985 w Berlinie) – polski poeta, prozaik, krytyk, tłumacz literatury niemieckiej.

## Życiorys
Pochodził z rodziny szlacheckiej pieczętującej się herbem Odrowąż. Studiował na Wydziale Prawa UW oraz w Wyższej Szkole Muzycznej w klasie fortepianu w Warszawie. Przed wojną koncertował na fortepianie. Jako poeta debiutował w 1935 na łamach „Kuźni Młodych”.
Uczestnik kampanii wrześniowej – bronił Oksywia, w czasie wojny więzień oflagów. Po wyzwoleniu oflagu przez Armię Czerwoną brał udział w bitwie o Berlin.
Po wojnie zamieszkał w Krakowie, później w Warszawie i Szczecinie (1947–1956). W latach 1945–1947 był żołnierzem ludowego Wojska Polskiego. Był m.in. redaktorem tygodnika „Żołnierz Polski”, kierownikiem Wydziału Kultury Wojewódzkiej Rady Narodowej w Szczecinie, redaktorem szczecińskiej rozgłośni Polskiego Radia, członkiem redakcji tygodników „Po Prostu” i „Nowa Kultura”, redaktorem działu germanistycznego w PIW-ie. Laureat nagrody literackiej miasta Szczecina (1955). W latach 1966–1967 przebywał na stypendium w Austrii. Wystąpił z PZPR po Marcu 1968 i w tym samym roku wyjechał na kolejne stypendium do Wiednia, skąd później przeniósł się do Szwajcarii, gdzie wydał Pole, wer bist du? (Polaku, kim jesteś?). Po jej nieprzychylnym przyjęciu w Polsce zdecydował się na emigrację, przyjął obywatelstwo niemieckie i zamieszkał w Berlinie Zachodnim, gdzie prowadził wykłady m.in. o poezji konkretnej na Uniwersytecie Technicznym w Berlinie. Został pochowany pierwotnie na cmentarzu w berlińskim Ruhleben. Jego dokumenty i rękopisy zostały przekazane do Książnicy Pomorskiej w Szczecinie.
Autor poezji, opowiadań i powieści. Z żoną Marią Kurecką przetłumaczył Doktora Faustusa Manna.
Witold Wirpsza otrzymał w roku 1967 nagrodę Johann-Heinrich-Voß-Preis dla tłumaczy.
Ojciec poety i krytyka literackiego Leszka Szarugi (1946–2024) oraz Lidii Wirpszy-Wardzińskiej (1948–2000).

## Publikacje

### Poezja
- Sonata (1949)
- Stocznia (1949)
- Polemiki i pieśni (1951)
- Dziennik Kożedo (1952)
- Pisane w kraju (1952)
- List do żony (1953)
- Poematy i wiersze wybrane (1956)
- Z mojego życia (1956)
- Mały gatunek (1960)
- Don Juan (1960)
- Komentarze do fotografii (1962)
- Drugi opór (1965)
- Przesądy (1966)
- Bruchsünden und todstücke (1967)
- Traktat skłamany (1968)
- Drei Berliner Gedichte (1976)
- Prognosen oder Die Naturgeschichte der Drachen (1980)
- Apoteoza tańca (1985)
- Liturgia (1985)
- Faeton (1988)
- Nowy podręcznik wydajnego zażywania narkotyków (1995)
- Cząstkowa próba o człowieku i inne wiersze (2005)
- Spis ludności (2005)
- Utwory ostatnie (2007)

### Powieści
- Na granicy (1954)
- Pomarańcze na drutach (1964)
- Wagary (1970)
- Sama niewinność (fragmenty w 1978 i 1985[3], całość 2017[4])

### Zbiory opowiadań
- Stary tramwaj i inne opowiadania (1955)
- Morderca (1966)

### Eseje
- Gra znaczeń (1965)
- Polaku, kim jesteś? (1971)
- Gra znaczeń, Przerób (2008) (2. wyd.)

### Przekłady
- Hermann Broch Śmierć Wergilego (razem z Marią Kurecką)
- Johan Huizinga Homo ludens: zabawa jako źródło kultury (razem z Marią Kurecką)
- Walter Jens Testament Odysa, 1960[5]
- Tomasz Mann Doktor Faustus: żywot niemieckiego kompozytora Adriana Leverkühna, opowiedziany przez jego przyjaciela (razem z Marią Kurecką)
- Fryderyk Schiller Maria Stuart
- Albert Schweitzer Jan Sebastian Bach (razem z Marią Kurecką)
- Valerian Tornius Wolfgang Amadé: powieść o Mozarcie (razem z Marią Kurecką)